# Сопроново
Сопроново — деревня в Островском районе Псковской области. Входит в состав Островской волости.
Расположена в 2 км к востоку от правого берега реки Великая, в 25 км к юго-востоку от центра города Остров.
| 2001 | 2002 | 2010 |
| ---- | ---- | ---- |
| 1    | ↘0   | →0   |

## История
Деревня до апреля 2015 года входила в состав ныне упразднённой Городищенской волости района.